# طوني تايلور (لاعب كرة قاعدة)
طوني تايلور هو لاعب كرة قاعدة كوبي، ولد في 19 ديسمبر 1935.

## وصلات خارجية
- طوني تايلور على موقع دوري كرة القاعدة الرئيسي (الإنجليزية)
- طوني تايلور على موقعبيزبول رفرنس.كوم (الدوري الرئيسي) (الإنجليزية)
- طوني تايلور على موقعبيزبول رفرنس.كوم (الدوري الثانوي) (الإنجليزية)
- طوني تايلور على موقع إي إس بي إن.كوم (أم.أل.بي) (الإنجليزية)
- طوني تايلور على موقع مشجعي الرسوم البيانية (الإنجليزية)